# المدرسة الوطنية للمناجمنت وإدارة الصحة
المدرسة الوطنية للمناجمنت وإدارة الصحة والمعروفة سابقا باسم المدرسة الوطنية للصحة العمومية هي مؤسسة عمومية ذات طابع إداري تتمتع بالاستقلال المالي والشخصة المعنوية، تم إنشاء المدرسة بتاريخ 7 فبراير 1989.

## وصلات خارجية
- الموقع الرسمي